# 14069 Крашенінніков
14069 Крашенінніков (14069 Krasheninnikov) — астероїд головного поясу, відкритий 18 квітня 1996 року.
Тіссеранів параметр щодо Юпітера — 3,053.